# The Block Brochure: Welcome to the Soil 3
The Block Brochure: Welcome to the Soil 3 è il diciassettesimo album del rapper statunitense E-40. L'album è parte di una trilogia pubblicata il 26 marzo del 2012, assieme a The Block Brochure: Welcome to the Soil 1 e The Block Brochure: Welcome to the Soil 2. Distribuito dalla EMI, è prodotto sotto l'etichetta Heavy On The Grind Entertainment.
L'album entra nella Billboard 200 e nelle classifiche degli album rap, R&B/Hip-Hop e degli album indipendenti.
| Recensione       | Giudizio |
| ---------------- | -------- |
| AllMusic         | [ 1 ]    |
| The A.V. Club    | B-       |
| Dusted Magazine  | 80/100   |
| Fact Magazine    | [ 4 ]    |
| Pitchfork        | 7.9/10   |
| RapReviews       | [ 6 ]    |
| Spectrum Culture | [ 7 ]    |
| Totally Dublin   | [ 8 ]    |

## Tracce
1. I'm Laced – 3:00 (musica: DJ Fresh)
2. On the Case – 3:37 (musica: Chris "THX" Goodman)
3. Function (featuring YG, Iamsu! & Problem) – 4:19 (musica: Trend)
4. Tryna Get It (featuring Twista & T-Pain) – 3:07 (musica: JohnG & Haze)
5. Street Nigga – 3:12 (musica: Scorp Dezel)
6. The Other Day Ago (featuring Spice 1 & Celly Cel) – 3:52 (musica: Mike Mosley & Sam Bostic)
7. This Is the Life (featuring Sam Bostic) – 4:11 (musica: Sam Bostic)
8. Sell Everything – 4:30 (musica: Rick Rock)
9. My Life (featuring R.O.D.) – 3:32 (musica: Sam Bostic)
10. Grey Skies (featuring Deltrice) – 3:44 (musica: ReeceBeats)
11. With the Shit (featuring JT the Bigga Figga & Cellski) – 3:26 (musica: Droop-E)
12. Hittin' A Lick (featuring C-Bo & T-Nutty) – 4:56 (musica: Fastraks)
13. This Shit Hard – 3:14 (musica: Droop-E)
14. Scorpio (featuring Tech N9ne & London) – 4:34 (musica: Willy Will)
15. Red & Blue Lights – 4:22 (musica: Rick Rock)
16. Zombie (featuring Tech N9ne & Brotha Lynch Hung) – 3:50 (musica: J2 Muzik)
17. Memory Lane (featuring Andre Nickatina) – 4:40 (musica: Droop-E)
18. I Know I Can Make It (featuring Suga-T & Agerman) – 5:27 (musica: Aaron Harris)

Durata totale: 71:33
Tracce bonus su iTunes
1. I Can Do Without You (featuring Butch Cassidy) – 4:17 (musica: Nonstop Da Hitman)
2. I'm Doin' It (featuring Dorrough) – 4:18 (musica: C-Ballin)

Durata totale: 8:35

## Classifiche

### Classifiche settimanali
| Classifica (2012)         | Posizione massima |
| ------------------------- | ----------------- |
| Stati Uniti               | 71                |
| US Independent Albums     | 12                |
| US Top R&B/Hip-Hop Albums | 13                |
| US Top Rap Albums         | 12                |